# Dakota (serie televisiva)
Dakota (The Dakotas) è una serie televisiva western statunitense in 20 episodi trasmessi per la prima volta nel corso di una sola stagione nel 1963.
La serie è uno spin-off originato dall'episodio A Man Called Ragan della serie televisiva Cheyenne. 

## Trama
Il marshal federale Frank Ragan e i suoi tre sceriffi, J.D.Smith, Vance Porter e Del Stark, cercano di mantenere l'ordine nel Territorio del Dakota durante il periodo dopo la fine della guerra di secessione americana.

## Personaggi
- marshal Frank Ragan (20 episodi, 1963), interpretato da Larry Ward.
- sceriffo J.D. Smith (20 episodi, 1963), interpretato da Jack Elam.
- sceriffo Del Stark (20 episodi, 1963), interpretato da Chad Everett.
- sceriffo Vance Porter (19 episodi, 1963), interpretato da Michael Greene.
- Jim Barton (2 episodi, 1963), interpretato da Norman Alden.
- Rebecca Ridgeway (2 episodi, 1963), interpretato da Jeanne Cooper.
- Paul Young (2 episodi, 1963), interpretato da Don Kelly.
- barista (2 episodi, 1963), interpretato da Boyd 'Red' Morgan.
- Jackson (2 episodi, 1963), interpretato da Lee Van Cleef.
- frequentatore saloon (2 episodi, 1963), interpretato da Sailor Vincent.

## Cancellazione
Dakota fu cancellata dopo le forti proteste a seguito della messa in onda del 18º episodio, Sanctuary at Crystal Springs (6 maggio 1963), nel quale lo sceriffo Smith uccide un fuorilegge in una chiesa. Dopo il 19º episodio (13 maggio 1963) la serie fu ritirata (un ventesimo episodio fu prodotto ma mai trasmesso).

## Produzione
La serie fu prodotta da Warner Bros. Television. Tra le guest star, Lee Van Cleef, Telly Savalas, Dennis Hopper e George Macready nel ruolo del capitano Ridgeway nel terzo episodio, Mutiny at Fort Mercy.

### Registi
Tra i registi della serie sono accreditati:
- Stuart Heisler (8 episodi, 1963)
- Charles R. Rondeau (3 episodi, 1963)
- Allan A. Buckhantz (2 episodi, 1963)
- Paul Landres (2 episodi, 1963)
- Richard C. Sarafian (2 episodi, 1963)
- Robert Totten (2 episodi, 1963)

## Distribuzione
La serie fu trasmessa negli Stati Uniti nel 1963 sulla rete televisiva ABC.

## Episodi
| Stagione       | Episodi | Prima TV originale |
| -------------- | ------- | ------------------ |
| Prima stagione | 20      | 1963               |